# Вильянди (совхоз)
 Опорно-показательный совхоз «Ви́льянди» (эст. Viljandi näidissovhoos) — в советское время одно из успешных государственных сельскохозяйственных предприятий Эстонии. Находился в Пярстиском сельсовете Вильяндиского района. Главная усадьба совхоза находилась в деревне Пинска.

## В советской Эстонии
Совхоз «Вильянди» был основан в 1957 году и являлся опытным хозяйством Эстонского НИИ животноводства и ветеринарии имени Адольфа Мёльдера.
Общий земельный фонд совхоза составлял 16,1 тысяч гектара, численность работников в 1978 году была 1159 человек. 
Сельскохозяйственных угодий у совхоза было 9,7 тысяч гектара, из них обрабатываемых — 8,4 тысяч гектара, сельскохозяйственным производством занималось 768 человек (средняя численность за 1977 год).
Основными отраслями производства были племенное скотоводство и свиноводство, побочной отраслью — разведение спортивных лошадей.
Хозяйство было отнесено к племенным фермам I класса крупного рогатого скота эстонской красной породы, III класса свиней крупной белой породы и I класса лошадей ториской породы.
На начало 1978 года в совхозе имелось 6468 голов крупного рогатого скота (в том числе 2450 коров) и 9096 голов свиней.
Хозяйство имело две крупные скотоводческие фермы («Кару», «Алустре»).
Денежные поступления за 1977 год составили 7,1 миллиона рублей.
В совхозе работала опытная станция оценки быков по качеству потомства и станция искусственного осеменения сельскохозяйственных животных. 
В 1975 году совхоз был награждён орденом Трудового Красного Знамени.
В совхозе работала Герой Социалистического Труда доярка Лейда Пейпс.
Директором хозяйства с 1975 года был Энн Мёльдер.

## В независимой Эстонии
В ходе отделения Эстонии от Советского Союза совхоз был ликвидирован, как и все остальные государственные социалистические хозяйства страны.